# Squaliolus laticaudus
Squaliolus laticaudus – gatunek niewielkiego rekina z rodziny scymnowatych (Dalatiidae), zamieszkującego głębiny oceaniczne wszystkich oceanów. Po raz pierwszy ten gatunek opisali amerykańscy naukowcy Hugh McCormick Smith i Lewis Radcliffe. Jego bliskim krewniakiem jest Squaliolus aliae. Jest całkowicie niegroźny dla ludzi.

## Występowanie
Squaliolus laticaudus występuje we wszystkich oceanach świata: w wodach u wybrzeży wysp Bermudów, w wodach południowej Brazylii i północnej Argentyny, u północno-zachodnich wybrzeży Francji, u wybrzeży Madery, Azorów i Wysp Zielonego Przylądka. W Afryce występuje u wybrzeży Somalii. Na Oceanie Spokojnym zanotowano występowanie rekina u wybrzeży Tajwanu, Filipin, oraz południowej Japonii. Bytuje w pewnej odległości od wybrzeży, na głębokości 200–2000 m.

## Wygląd

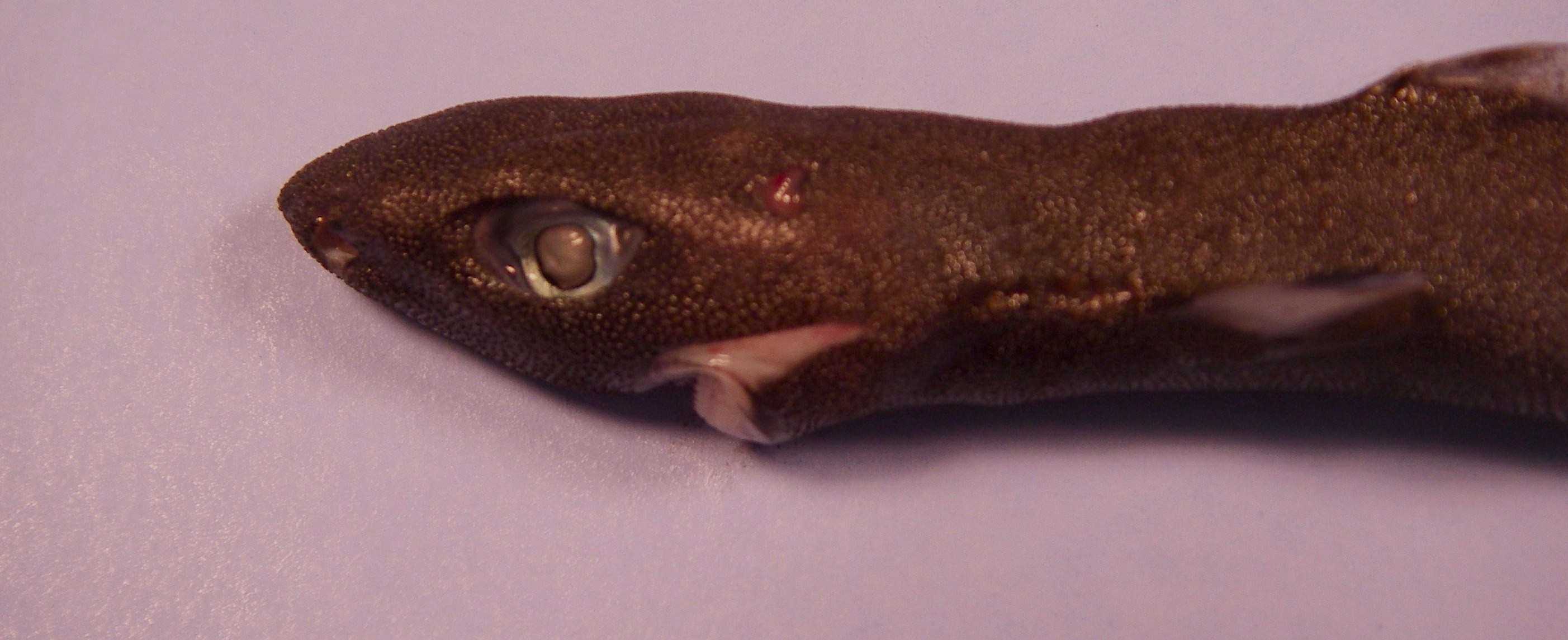
Gatunek posiada spiczasty pysk i duże oczy.

Squaliolus laticaudus jest jednym z najmniejszych rekinów, ma maksymalnie około 25 cm długości. Posiada wrzecionowate ciało, dwie płetwy grzbietowe, małe zaokrąglone płetwy piersiowe i prawie symetryczną płetwę grzbietową. Nie posiada płetwy odbytowej. Pierwsza płetwa grzbietowa jest wyraźnie mniejsza od drugiej i tylko na niej występuje kolec. Gatunek obdarzony dużymi oczami, dużymi tryskawkami i spiczastym pyskiem. Ubarwienie brązowe do kruczoczarnego, z jaśniejszymi brzegami płetw. Skóra strony brzusznej ma właściwości bioluminescencyjne, co może pomóc zwierzęciu stać się niewidocznym od dołu na tle jaśniejszej powierzchni wody.

## Odżywianie i rozmnażanie

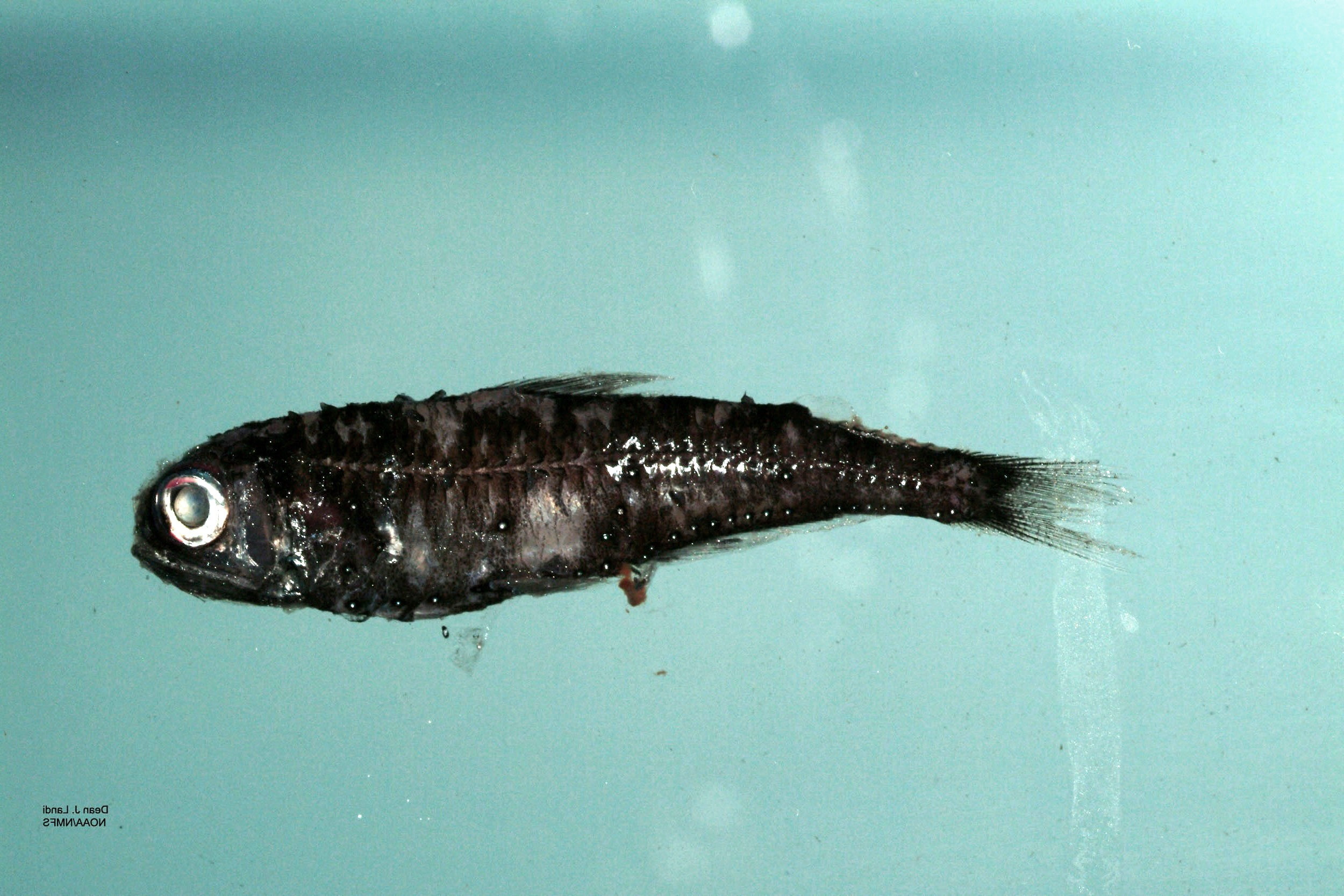
Jedno z głównych pożywień stanowią ryby z rodziny Diaphus-świetlikowatych.

Rekin żywi się głównie kałamarnicami, krewetkami i rybami pelagicznymi.
Gatunek ten tak jak reszta przedstawicieli rodziny jest jajożyworodny. Samica rodzi do 12 młodych w jednym miocie.